# كاثرين لابورد
كاثرين لابورد مولودة في 8 مايو 1951 في بوردو بجيروند، هي مقدمة تلفزيونية، وممثلة، وكاتبة فرنسية.
كانت مقدمة النشرة الجوية على قناة TF1 من 11 يوليو 1988 حتى 1 يناير 2017، حيث قدمت النشرة الجوية على هذه القناة لمدة ثمانية وعشرين عامًا.

## سيرة ذاتية

### الأسرة والدراسة
والد كاثرين لابورد، كان أستاذًا للغة الإنجليزية، وأصبح مفتشًا أكاديميًا ثم معلّمًا في الولايات المتحدة، حيث نشر كتابًا عن الحضارة الفرنسية. أما والدتها، ماريا ديل بيلار، فهي إسبانية وكانت عضوًا في شبكة مقاومة فرنسية-بريطانية، مما جعلها تحصل على وسام من ملكة إنجلترا.
لها شقيقتان، جينيفيف وفرانسواز لابورد. خلال عدة صيفيات بين 1960 و1967، رافقت الأخوات الثلاث والديهن إلى الولايات المتحدة، حيث تم تعليمهن جزئيًا في مدارس أمريكية.
كطالبة، حصلت على شهادة في اللغة الإنجليزية بينما كانت تتابع دروسًا في معهد الفنون الدرامية في بوردو، ثم انتقلت إلى باريس.

### حياة مهنية
ظهرت كاثرين لابورد في مسلسل "Les Gens de Mogador" للمخرج روبرت مازواي، الذي تم بثه على القناة الأولى ORTF في ديسمبر 1972. في عام 1973، شاركت في أول مسرحية لها في باريس، "L'Église" للكاتب لويس-فيرديناند سيلين، ثم تابعت بأول فيلم سينمائي لها: "Voyage en Grande Tartarie" للمخرج جان-تشارلز تاكيلا.

## البرامج التلفزيونية

### مقدم برامج تلفزيونية ومضيف
- 1988 - 2017 : مقدم الطقس على TF1
- 1990 - 1993 : حديث المدرسة ( FR3 ثم فرنسا 3 )
- 1999 : 5 ملايين سنة 2000 مع إيفلين دهليات (TF1)
- 2003 - 2011 : التليفترين ( TF1 )
- 2003 : الكوارث الجوية ( شارع 13 )
- 2017 : لا تلمس رسالتي ! ( ج8 ) : كاتب عمود

## المنشورات
- أخوات، أمهات، أطفال ، مؤلفة مشاركة مع فرانسواز لابورد، طبعات جان كلود لاتيه، 1997
- لا يوجد شيء اسمه سوء الأحوال الجوية عام 2005
- "البهجة الجميلة للخداع" (2007)، شارك في كتابتها توماس ستيرن
- ماريا ديل بيلار ، 2009، أد. آن كاريير
- يا رجل، زوجتي ، مؤلف مشارك مع توماس ستيرن، فلاماريون، 2010
- الأحزان تموت بشدة ، فلاماريون، 2016
- ارتعاش ، بلون، 2018
- حب مريض مع زوجها بلون 2020

## روابط خارجية
- Biographie de Catherine Laborde نسخة محفوظة 1 مايو 2015 على موقع واي باك مشين., sur le site de تي أف 1.fr.
- Fiche de Catherine Laborde, sur قاعدة بيانات الأفلام على الإنترنت.fr